# Étienne-Sylvestre Drouilhet de Sigalas
Étienne-Sylvestre, vicomte Drouilhet de Sigalas (4 mai 1778, Marmande - 24 février 1848, Marmande), est un homme politique français.

## Biographie
Propriétaire à Marmande, il entra dans la vie publique en 1821. Le 10 octobre de cette année, il fut élu député par le collège de département de Lot-et-Garonne. Il était alors considéré comme un « franc royaliste », mais il siégea sur les bancs ministériels. 
Réélu, le 6 mars 1824, il passa à la contre-opposition, et encourut la disgrâce de Joseph de Villèle. Le 24 novembre 1827, il fut élu, comme candidat de l'opposition. 
Drouilhet de Sigalas sortit de la Chambre aux élections de juillet 1830, et ne joua aucun rôle sous la monarchie de Juillet.
Son fils ainé épousa la fille de Joseph de Villèle.

## Sources
- « Étienne-Sylvestre Drouilhet de Sigalas », dans Adolphe Robert et Gaston Cougny, Dictionnaire des parlementaires français, Edgar Bourloton, 1889-1891 [détail de l’édition]